# アニサチン
アニサチン（anisatin）は、化学式 C15H20O8 で表される有機化合物である。ヒトが経口摂取すると、γ-アミノ酪酸受容体に作用し、神経毒として作用する。

## 毒性
アニサチンはシキミに含まれる殺虫作用を有した化学物質である。また、虫に限らず、哺乳類にも有毒であり、マウスに対するアニサチンの致死量は、1 (mg/kg)である。
毒性を発揮する量のアニサチンをヒトが経口摂取すると、1時間から6時間程度経過してから中毒症状が現れる。まず、嘔吐や胃痛や下痢のような、消化器の不快症状が現れる。次いで、意識消失や呼吸停止のような、アニサチンが神経毒として作用した結果の症状が現れる。てんかん発作や痙攣や幻覚症状が出現する場合もある。最悪の場合には、アニサチンの毒性によって、ヒトも死に至り得る。

## γ-アミノ酪酸受容体への作用
カエルの脊髄や、ラットの脳を使用した実験の結果、アニサチンはγ-アミノ酪酸受容体に対して、非競合的にブロックする作用を有する化合物である事が示された。つまり、アニサチンのγ-アミノ酪酸受容体に対するブロックは、この受容体のアゴニストであるγ-アミノ酪酸を加えても解除されなかった。なお、γ-アミノ酪酸受容体において、アニサチンと同じ場所に結合する毒物としてピクロトキシニン（picrotoxinin）が知られている。しかしながら、ピクロトキシニンを高濃度でγ-アミノ酪酸受容体に作用させると、アニサチンによるγ-アミノ酪酸受容体へ対する作用は消失する事が、ラットの神経細胞を用いた実験で判明した。
γ-アミノ酪酸受容体をアニサチンがブロックした結果として発生した痙攣については、ジアゼパムを投与すれば、抑える効果が出ると判明した。なお、ジアゼパムはベンゾジアゼピン骨格を持った化合物の1つである。ベンゾジアゼピン骨格を持った化合物は、一般にGABAA受容体に作用して、神経細胞の塩化物イオンチャネルを開口させる確率を高めて、細胞外からの塩化物イオン流入を発生し易くする事によって、神経細胞の活動電位の発生を抑える事で、薬理効果を発揮する。ベンゾジアゼピン骨格を持った化合物の中で、ジアゼパムは抗痙攣作用が強い部類に入る事で知られる。

## 合成
アニサチンには複数のキラル中心が存在するものの、(-)-アニサチンだけを全合成する手法は、1990年に発表された。

## 規制
日本において、アニサチンが多く含まれるシキミの果実は、植物としては唯一、毒物及び劇物取締法の規制対象である劇物に指定されている。